# Knocker-up

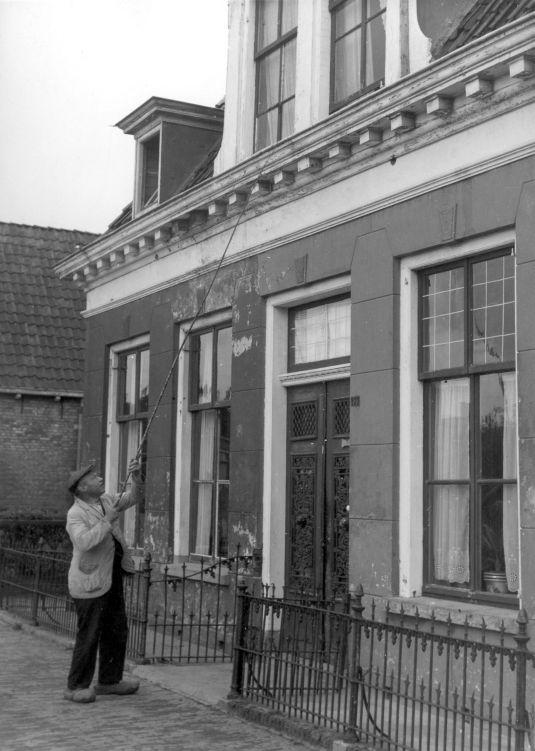
En knocker-upper i Leeuwarden 1947.

En knocker-up (ungefär uppväckare) var ett yrke i Storbritannien, Irland och några andra länder som innebar att man väckte sovande människor så att de kunde komma till jobbet i tid. 

## Om yrket
Yrket hade sitt ursprung i början och under den industriella revolutionen, då väckarklockor inte var billiga eller riktigt pålitliga.
En knocker-up använde en pinne eller batong för att knacka på sina kunders dörrar, eller en lång och lätt pinne ofta gjord av bambu för att nå fönster på högre våningar.
Ett fotografi från 1931 visar Mary Smith, en känd kvinnlig knocker-upper, som använde ett långt ärtrör för att skjuta torkade ärtor på sina kunders fönster. 
Vissa knocker-upper lämnade inte en kunds dörr eller fönster förrän de var säkra på att den hade väckts, medan andra knackade en kort stund och sedan gick vidare.
Det var ett stort antal människor som utförde jobbet, särskilt i större industristäder som Manchester.[källa behövs] I allmänhet utfördes jobbet av äldre män och kvinnor,[källa behövs] men ibland kompletterade poliskonstaplarna sin lön genom att utföra uppgiften under tidiga morgonpatruller. Lönen för en knocker-up låg som regel på några penny i veckan.[källa behövs]
I Ferryhill, County Durham, hade gruvarbetarnas hus skifferbrädor på sina ytterväggar, på dessa stod deras olika arbetstider med krita, så att en knocker-up kunde väcka dem vid rätt tidpunkt.
Som regel var en knocker-up en "nattuggla" och sov på dagarna för att kunna göra sitt jobb tidiga morgnar.
På 1940 och 1950-talen hade detta yrke dött ut, men fortsatte i vissa delar av England fram till början av 1970-talet.